# Vilsted
Vilsted is een plaats in de Deense regio Noord-Jutland, gemeente Vesthimmerland. De plaats telt 254 inwoners (2008).